# Japan Open Tennis Championships 1998 - Qualificazioni singolare maschile
Le qualificazioni del singolare maschile del Japan Open Tennis Championships 1998 sono state un torneo di tennis preliminare per accedere alla fase finale della manifestazione. I vincitori dell'ultimo turno sono entrati di diritto nel tabellone principale. In caso di ritiro di uno o più giocatori aventi diritto a questi sono subentrati i lucky loser, ossia i giocatori che hanno perso nell'ultimo turno ma che avevano una classifica più alta rispetto agli altri partecipanti che avevano comunque perso nel turno finale.
Le qualificazioni del torneo Japan Open Tennis Championships 1998 prevedevano 28 partecipanti di cui 7 sono entrati nel tabellone principale.

## Teste di serie
1. Stefano Pescosolido (Qualificato)
2. Mark Petchey (primo turno)
3. Ben Ellwood (Qualificato)
4. Alexandre Strambini (ultimo turno)
5. Tetsuya Chaen (Qualificato)
6. Kentaro Masuda (Qualificato)
7. Kalle Flygt (Qualificato)

1. Michael Joyce (ultimo turno)
2. Takahiro Terachi (primo turno)
3. David DiLucia (Qualificato)
4. Yasufumi Yamamoto (ultimo turno)
5. Kotaro Miyachi (Qualificato)
6. James Holmes (ultimo turno)
7. Assente

## Qualificati
1. Stefano Pescosolido
2. Kotaro Miyachi
3. Ben Ellwood
4. David DiLucia

1. Tetsuya Chaen
2. Kentaro Masuda
3. Kalle Flygt

## Tabellone

### Legenda
| - Q = Qualificato - WC = Wild card - LL = Lucky loser | - ALT = Alternate - SE = Special Exempt - PR = Protected Ranking | - w/o = Walkover - r = Ritirato - d = Squalificato |

### Sezione 1
|  | Primo turno | Primo turno          | Primo turno  | Primo turno | Primo turno |  |  | Ultimo turno | Ultimo turno        | Ultimo turno        | Ultimo turno | Ultimo turno |  |
|  |             |                      |              |             |             |  |  |              |                     |                     |              |              |  |
|  | 1           | Stefano Pescosolido  | 4            | 6           | 6           |  |  |              |                     |                     |              |              |  |
|  |             | Lars-Anders Wahlgren | 6            | 2           | 3           |  |  | 1            | Stefano Pescosolido | Stefano Pescosolido | 6            | 6            |  |
|  | 13          | James Holmes         | James Holmes | 6           | 6           |  |  | 13           | James Holmes        | James Holmes        | 4            | 4            |  |
|  |             | Will Ritter          | Will Ritter  | 2           | 1           |  |  |              |                     |                     |              |              |  |

### Sezione 2
|  | Primo turno | Primo turno       | Primo turno       | Primo turno     | Primo turno |  |  | Ultimo turno | Ultimo turno    | Ultimo turno    | Ultimo turno | Ultimo turno |  |
|  |             |                   |                   |                 |             |  |  |              |                 |                 |              |              |  |
|  |             | Satoshi Yoshino   | Satoshi Yoshino   | Satoshi Yoshino | 4           |  |  |              |                 |                 |              |              |  |
|  | 2           | Mark Petchey      | Mark Petchey      | Mark Petchey    | 0r          |  |  |              | Satoshi Yoshino | Satoshi Yoshino | 1            | 2            |  |
|  | 12          | Kotaro Miyachi    | Kotaro Miyachi    | 6               | 6           |  |  | 12           | Kotaro Miyachi  | Kotaro Miyachi  | 6            | 6            |  |
|  |             | Norikazu Sugiyama | Norikazu Sugiyama | 4               | 1           |  |  |              |                 |                 |              |              |  |

### Sezione 3
|  | Primo turno     | Primo turno     | Primo turno     | Primo turno | Primo turno |  |  | Ultimo turno | Ultimo turno | Ultimo turno | Ultimo turno | Ultimo turno |  |
|  |                 |                 |                 |             |             |  |  |              |              |              |              |              |  |
|  | 3               | Ben Ellwood     | Ben Ellwood     | 6           | 7           |  |  |              |              |              |              |              |  |
|  |                 | Björn Phau      | Björn Phau      | 1           | 5           |  |  | 3            | Ben Ellwood  | Ben Ellwood  | 7            | 6            |  |
|  | Chen Wei-ju     | Chen Wei-ju     | Chen Wei-ju     | 6           | 6           |  |  |              | Chen Wei-ju  | Chen Wei-ju  | 6            | 0            |  |
|  | Hiroya Umakoshi | Hiroya Umakoshi | Hiroya Umakoshi | 1           | 0           |  |  |              |              |              |              |              |  |

### Sezione 4
|  | Primo turno | Primo turno         | Primo turno         | Primo turno | Primo turno |  |  | Ultimo turno | Ultimo turno        | Ultimo turno        | Ultimo turno | Ultimo turno |  |
|  |             |                     |                     |             |             |  |  |              |                     |                     |              |              |  |
|  | 4           | Alexandre Strambini | Alexandre Strambini | 6           | 6           |  |  |              |                     |                     |              |              |  |
|  |             | Michihisa Onoda     | Michihisa Onoda     | 3           | 3           |  |  | 4            | Alexandre Strambini | Alexandre Strambini | 1            | 2            |  |
|  | 10          | David DiLucia       | David DiLucia       | 6           | 7           |  |  | 10           | David DiLucia       | David DiLucia       | 6            | 6            |  |
|  |             | Kent Kinnear        | Kent Kinnear        | 3           | 6           |  |  |              |                     |                     |              |              |  |

### Sezione 5
|  | Primo turno | Primo turno       | Primo turno   | Primo turno | Primo turno |  |  | Ultimo turno | Ultimo turno      | Ultimo turno      | Ultimo turno | Ultimo turno |  |
|  |             |                   |               |             |             |  |  |              |                   |                   |              |              |  |
|  | 5           | Tetsuya Chaen     | Tetsuya Chaen | 7           | 7           |  |  |              |                   |                   |              |              |  |
|  |             | Ryuso Tsujino     | Ryuso Tsujino | 5           | 5           |  |  | 5            | Tetsuya Chaen     | Tetsuya Chaen     | 6            | 6            |  |
|  | 11          | Yasufumi Yamamoto | 7             | 6           | 7           |  |  | 11           | Yasufumi Yamamoto | Yasufumi Yamamoto | 3            | 2            |  |
|  |             | Mitsuru Takada    | 6             | 7           | 6           |  |  |              |                   |                   |              |              |  |

### Sezione 6
|  | Primo turno | Primo turno      | Primo turno      | Primo turno | Primo turno |  |  | Ultimo turno | Ultimo turno     | Ultimo turno     | Ultimo turno | Ultimo turno |  |
|  |             |                  |                  |             |             |  |  |              |                  |                  |              |              |  |
|  | 6           | Kentaro Masuda   | Kentaro Masuda   | 6           | 6           |  |  |              |                  |                  |              |              |  |
|  |             | Ikuto Kanenaka   | Ikuto Kanenaka   | 1           | 2           |  |  | 6            | Kentaro Masuda   | Kentaro Masuda   | 6            | 6            |  |
|  |             | Takahiro Terachi | Takahiro Terachi | 6           | 6           |  |  |              | Takahiro Terachi | Takahiro Terachi | 3            | 4            |  |
|  | 9           | Yaoki Ishii      | Yaoki Ishii      | 4           | 3           |  |  |              |                  |                  |              |              |  |

### Sezione 7
|  | Primo turno | Primo turno     | Primo turno   | Primo turno | Primo turno |  |  | Ultimo turno | Ultimo turno  | Ultimo turno  | Ultimo turno | Ultimo turno |  |
|  |             |                 |               |             |             |  |  |              |               |               |              |              |  |
|  | 7           | Kalle Flygt     | 6             | 5           | 2           |  |  |              |               |               |              |              |  |
|  |             | Ta J. Middleton | 4             | 7           | 2r          |  |  | 7            | Kalle Flygt   | Kalle Flygt   | 6            | 6            |  |
|  | 8           | Michael Joyce   | Michael Joyce | 6           | 6           |  |  | 8            | Michael Joyce | Michael Joyce | 2            | 4            |  |
|  |             | Tasuku Iwami    | Tasuku Iwami  | 4           | 1           |  |  |              |               |               |              |              |  |